# Miracles: The Holiday Album
Miracles: The Holiday Album – złożony ze świątecznych piosenek album saksofonisty Kenny’ego G, wydany w 1994 roku. Uplasował się on na szczycie notowań: Contemporary Jazz Albums, R&B/Hip-Hop Albums oraz Billboard 200.

## Lista utworów
1. „Winter Wonderland” – 3:00
2. „White Christmas” – 2:59
3. „Have Yourself A Merry Little Christmas” – 3:54
4. „Silent Night” – 3:44
5. „Greensleeves” – 3:26
6. „Miracles” – 2:30
7. „Little Drummer Boy” – 4:02
8. „The Chanukah Song” – 2:28
9. „Silver Bells” – 3:57
10. „Away In A Manger” – 2:36
11. „Brahms Lullaby” – 3:13

## Single
| 1995 | „Have Yourself a Merry Little Christmas” | #26 |

## Pozycje na listach
| Rok  | Notowanie                | Pozycja |
| ---- | ------------------------ | ------- |
| 1994 | Billboard 200            | 1       |
| 1994 | Contemporary Jazz Albums | 1       |
| 1994 | R&B/Hip-Hop Albums       | 1       |